# Ayuko Itō
Ayuko Itō (jap. 伊藤 亜由子, Itō Ayuko; * 29. September 1986 in der Präfektur Shizuoka) ist eine japanische Shorttrackerin.

## Werdegang
Bereits dreizehnjährig ging Itō zum ersten Mal mit der Staffel bei einem internationalen Großereignis an den Start, der Juniorenweltmeisterschaft 2003 in Budapest, wo sie auf Anhieb die Bronzemedaille gewann. Auch ein Jahr später in Peking bei ihren ersten Einzelstarts stieß sie über 1500 Meter bis ins Halbfinale vor. Nach diesen guten Ergebnissen setzte der japanische Verband sie im Alter von 14 Jahren zum ersten Mal im Shorttrack-Weltcup im Februar 2004 an den Start, dort wurde sie mit der Staffel im Halbfinale disqualifiziert. Auch in der Saison 2004/05 gelangen der Japanerin im Weltcup keine großen Erfolge, bestes Ergebnis blieb ein 20. Rang über 500 Meter. Dafür erreichte sie bei der Junioren-WM 2005 in Belgrad erneut in zwei Rennen das Halbfinale. Wiederum ein Jahr später schaffte sie beim gleichen Ereignis, das diesmal in Miercurea Ciuc stattfand, den vierten Platz über 1500 Meter.
Die Weltcupsaison 2006/07 verlief für Itō recht erfolgreich, mit einem zehnten Platz über 500 Meter erreichte sie ihr erstes Top-10-Resultat. Ein Jahr später verbesserte sie ihr bestes Weltcup-Ergebnis auf einen neunten Rang, den sie ebenfalls über 500 Meter in Heerenveen errang. Zudem platzierte sie sich beim Heimweltcup in Kōbe mit der Staffel als Dritte sogar auf dem Podest. Bei Großereignissen ging sie wie auch im Vorjahr nicht an den Start. Auch zu Beginn des Weltcups 2008/09 gelangen Itō gute Ergebnisse, darunter ein achter Rang in Nagano, wiederum beim Heimweltcup. Bei den Weltmeisterschaften 2009 in Wien war der 14. Platz über 1000 m ihr bestes Einzelresultat. In der folgenden Saison erreichte sie beim Weltcup in Seoul den zweiten Platz mit der Staffel. Bei ihrer ersten Olympiateilnahme 2010 in Vancouver kam sie auf den 18. Rang über 1000 m und auf den siebten Platz mit der Staffel. Ihre beste Einzelplatzierung bei den folgenden Weltmeisterschaften in Sofia war der 13. Platz über 500 m. In der Saison 2011/12 belegte sie im Weltcup mit der Staffel einmal den zweiten Platz und dreimal den dritten Platz. Über 1000 m kam sie in der Saison mehrmals unter den ersten Zehn und errang damit im Gesamtweltcup über 1000 m den achten Platz. Bei den Weltmeisterschaften 2012 in Shanghai belegte sie den zehnten Platz über 1000 m, den neunten Rang über 1500 m und den fünften Platz über 500 m und erreichte damit den 15. Platz im Mehrkampf. Auch in der folgenden Saison kam er im Weltcup mit der Staffel einmal auf den zweiten Platz und dreimal auf den dritten Platz. Bei den Weltmeisterschaften 2013 in Debrecen gewann sie die Silbermedaille mit der Staffel. Ihre beste Platzierung im Einzel war der vierte Platz über 1500 m. Im folgenden Jahr belegte sie bei den Olympischen Winterspielen 2014 in Sotschi den 22. Platz über 1000 m, den 19. Rang über 500 m und den 18. Platz über 1500 m. Mit der Staffel errang sie den fünften Platz. Im Februar 2016 wurde sie beim Weltcup in Dresden Dritte mit der Staffel und errang im folgenden Monat bei den Weltmeisterschaften in Seoul den siebten Platz mit der Staffel. Bei den Winter-Asienspielen 2017 in Sapporo gewann sie die Silbermedaille über 500 m. Im März 2017 holte sie bei den Weltmeisterschaften in Rotterdam die Bronzemedaille mit der Staffel.

## Persönliche Bestzeiten
- 500 m      43,471 s (aufgestellt am 5. November 2016 in Calgary)
- 1000 m    1:29,467 min (aufgestellt am 12. November 2016 in Salt Lake City)
- 1500 m    2:21,183 min (aufgestellt am 18. Oktober 2008 in Salt Lake City)
- 3000 m    5:17,417 min (aufgestellt am 10. März 2013 in Debrecen)

## Teilnahmen an Weltmeisterschaften und Olympischen Winterspielen

### Olympische Spiele
- 2010 Vancouver: 7. Platz Staffel, 18. Platz 1000 m
- 2014 Sotschi: 5. Platz Staffel, 18. Platz 1500 m, 19. Platz 500 m, 22. Platz 1000 m

### Einzel-Weltmeisterschaften
- 2008 Gangneung: 6. Platz Staffel
- 2009 Wien: 7. Platz Staffel, 14. Platz 1000 m, 20. Platz Mehrkampf, 25. Platz 500 m, 25. Platz 1500 m
- 2010 Sofia: 6. Platz Staffel, 13. Platz 500 m, 16. Platz 1500 m, 18. Platz Mehrkampf, 27. Platz 1500 m
- 2011 Sheffield: 6. Platz Staffel
- 2012 Shanghai: 5. Platz 500 m, 9. Platz 1500 m, 10. Platz 1000 m, 15. Platz Mehrkampf
- 2013 Debrecen: 3. Platz Staffel, 4. Platz 1500 m, 8. Platz Mehrkampf, 14. Platz 500 m, 21. Platz 1000 m
- 2016 Seoul: 7. Platz Staffel
- 2017 Rotterdam: 3. Platz Staffel

### Teamweltmeisterschaften
- 2008 Harbin: 7. Platz
- 2009 Heerenveen: 8. Platz
- 2010 Bormio: 4. Platz
- 2011 Warschau: 6. Platz